# Spirit of the Streets
Spirit of the Streets är ett samlingsalbum med blandade artister, utgivet 2000 på Burning Heart Records. Skivan utgavs som CD respektive dubbel-LP.

## Låtlista
1. Agnostic Front – "Riot Riot Upstart" - 2:12
2. Voice of a Generation – "Billy Boy" - 2:36
3. Swingin Utters – "Something Sticky" - 2:01
4. Rancid – "Bloodclot" - 2:44
5. Reducers S.F. – "What's It All About" - 3:05
6. Guttersnipe – "Riot in the City" - 2:34
7. Dropkick Murphys – "10 Years of Service" - 2:45
8. 59 Times the Pain – "Working Man Hero" - 2:55
9. Warzone – "The Sound of Revolution" - 3:11
10. Oxymoron – "Run from Reality" - 3:53
11. Bombshell Rocks – "The Wakeup Call" - 2:39
12. Gundog – "Memories" - 2:51
13. Sick of It All – "Hindsight" - 2:22
14. US Bombs – "Isolated Ones" - 2:48
15. Anti Heros – "I'm True" - 2:30
16. One Man Army – "No Controling" - 2:15
17. The Products – "Smash My Radio" - 2:09
18. Workin' Stiffs – "Last Plastic Hero" - 2:14
19. Anti Flag – "Got the Numbers" - 3:11
20. The Business – "Crucified" - 2:00

### Fotnoter
1. ↑  ”Spirit of the Streets”. Discogs.com. http://www.discogs.com/Various-Spirit-Of-The-Streets/master/86384. Läst 5 april 2012.